# A.mar, donde el amor teje sus redes
A.mar, donde el amor teje sus redes es una telenovela mexicana producida por Ignacio Sada Madero para TelevisaUnivision en el 2025. La telenovela está basada en la historia chilena de 2021 creada por Jonathan Cuchacovich, Amar profundo, siendo desarrollado por Juan Carlos Alcalá. Se estrenó a través de Las Estrellas el 10 de febrero de 2025 en sustitución de Papás por conveniencia, y finalizó el 13 de junio del mismo año siendo reemplazado por Monteverde.
Está protagonizada por David Zepeda, Eva Cedeño, Pedro Moreno y Sofía Olea, junto con Laura Carmine y Víctor González en los roles antagónicos; acompañados por Diana Haro, Ramsés Alemán, Lalo Palacios, Andrés Vázquez, Claudia Troyo, José Montini, Gaby Ramírez, Ana Martín y Sergio Reynoso.

## Reparto
Una lista del reparto confirmado se publicó a través de la página web de People en Español el 16 de septiembre de 2024.
- David Zepeda como Fabián Bravo
- Eva Cedeño como Estrella Contreras
- Pedro Moreno como Gabriel
- Laura Carmine como Érika
- Víctor González como Sergio
- Sergio Reynoso como Gonzalo
- Ana Martín como Mercedes
- Sofía Olea como Marina
- Diego de Erice como Nicolás
- Gaby Mellado como Brisa
- Diana Haro como Perla
- Ramsés Alemán como Valentín
- Lalo Palacios como Pascual
- Claudia Troyo como Teresita
- José Montini como Nemesio
- Jonnathan Kuri como Juanjo
- Fabiola Andere como Adriana
- Martín Brek como Porfirio
- Gaby Ramírez como Matilde
- Karla Gaytán como Yazmín
- Andrés Vázquez como Oliver
- David Ulloa como Xavier
- Camille Mina como Azul
- Sebastián Guevara como Iker
- Eugenia Cauduro como Gertrudis
- Ricardo Vera como Lorenzo
- Olivia Collins como Rosalba
- Juan Carlos Barreto como Ulises
- Martín Rojas como Tiburón
- Irantzu Herrero como Beatriz
- Juan Sahagún
- José Luis Duval
- Andrea Portugal
- Arturo Vázquez como Víctor

## Episodios
| N.º | Título                        | Fecha de emisión original | Audiencia (millones) |
| --- | ----------------------------- | ------------------------- | -------------------- |
| 1   | «Me llamo Estrella Contreras» | 10 de febrero de 2025     | —                    |

Nota
1. ↑  Este episodio se pre-estrenó el 7 de febrero de 2025 a través de Vix, la página, app y redes sociales oficiales —incluido el canal de Youtube y cuenta oficial de Facebook— de Las Estrellas.[7]

## Producción
El 9 de agosto de 2024, se le fue asignado a Ignacio Sada Madero la producción y desarrollo de la versión de la telenovela chilena de 2021 Amar profundo, reemplazando a Nicandro Díaz González, quien originalmente produciría la telenovela tras su muerte en marzo de 2024. Unos días después, Eva Cedeño y David Zepeda fueron confirmados en los papeles protagónicos. A finales de agosto y principios de septiembre de 2024, Sada Madero reveló al equipo de reparto y sus respectivos personajes a través de sus cuentas de redes sociales. La producción de la telenovela inició rodaje el 7 de octubre de 2024.

## Audiencia
| Temporada | Horario (CT)                     | Episodios | Primera emisión       | Primera emisión      | Última emisión      | Última emisión       | Prom. de espectadores (millones) |
| Temporada | Horario (CT)                     | Episodios | Fecha                 | Audiencia (millones) | Fecha               | Audiencia (millones) | Prom. de espectadores (millones) |
| --------- | -------------------------------- | --------- | --------------------- | -------------------- | ------------------- | -------------------- | -------------------------------- |
| 1         | Lunes a viernes 20:30 - 21:30 h. | ―         | 10 de febrero de 2025 | ―                    | 13 de junio de 2025 | ―                    | ―                                |